# Közép- és Kelet-európai Történelem és Társadalom Kutatásáért Közalapítvány
A Közép- és Kelet-európai Történelem és Társadalom Kutatásáért Alapítvány (rövidítve: KKETTKA) az első Orbán-kormány 1020/1999. (II.24.) számú kormányhatározata  nyomán 1999. június 18-án jött létre.

## A Közalapítvány célja
A Közalapítvány célja tudományos kutatás, közművelődési, oktatási és a kulturális javak védelmével kapcsolatos állami feladat ellátása.

## A Közalapítvány tevékenységei
A Közalapítvány gondoskodik a magyar és közép-kelet-európai történelem, politika és társadalom tényeinek kutatásáról és elemzéséről, különös tekintettel az 1917-től napjainkig terjedő időszakra, a diktatúrák történetére és a magyarországi viszonyokra.
A Közalapítvány elősegíti a korszakra vonatkozó kutatási eredmények közzétételét, ezeknek a közoktatás, a közművelődés számára való minél szélesebb körű hozzáférhetőségét, támogatja a korszakra vonatkozó történeti kutatásokat.
A Közalapítvány élén eredetileg öttagú kuratórium állt, a kuratórium később hattagúvá vált. Jelenleg a kuratórium ismét öttagú. A hattagú kuratórium ellenőrzi a Közalapítvány tevékenységét, őket az első Orbán-kormány kérte föl a tagságra.
A Fővárosi Törvényszék 2021. december 16. napján kelt végzése alapján a közalapítvány neve az alábbiak szerint módosult: Közép- és Kelet-európai Történelem és Társadalom Kutatásáért Alapítvány. Rövidítve: KKeTTK Alapítvány.

## Az Alapítvány kuratóriuma
- Lánczi András - elnök
- Schmidt Mária - kurátor
- Schanda Anikó - kurátor
- Giró-Szász András - kurátor
- Őze Sándor - kurátor

## Az Alapítvány kuratóriumának elhunyt tagjai
- Balás-Piri László - kurátor
- Granasztói György - kurátor
- Kapronczay Károly - kurátor
- Tőkéczki László - kurátor
- M. Kiss Sándor - felügyelőbizottsági tag

## A Közalapítvány Felügyelő Bizottsága
- Beerné Somogyi Márta - elnök
- Bogárdi Szabó István - felügyelőbizottsági tag

## A nemzetközi testület tagjai
- Carlos Flores Juberías egyetemi tanár
- Fehérváry István mérnök
- Michael Wolffsohn történész
- Leonardo Morlino történész
- Paul Johnson történész
- Alan Besançon egyetemi tanár
- Zbigniew Brzezinski politológus
- Mart Laar korábbi észt miniszterelnök
- Norman Podhoretz politológus
- Czeslaw Bieleczki építész, író, politikus
- Vlagyimir Konsztantyinovics Bukovszkij neurofiziológus, emberi jogi aktivista